# Понта-ду-Сол
По́нта-ду-Со́л (порт. Ponta do Sol; МФА: [ˈpõ.tɐ du ˈsɔɫ]) — муніципалітет і містечко в Португалії, в автономному регіоні Мадейра. Розташований на острові Мадейра в Атлантичному океані, на теренах історичної португальської провінції Мадейра. Належить до Фуншальської діоцезії Католицької церкви в Португалії. Права міського самоврядування має з 1501 року. Поділяється на 3 парафії.  Площа муніципалітету — 46,19 км², населення муніципалітету — 8862 ос. (2011); густота населення — 191,86 осіб/км²
. Патрон — Діва Марія. Святковий день муніципалітету — 8 вересня. Поштовий індекс — 9360.  Код місцевої адміністративної одиниці — 3005. Складова статистичного регіону Мадейра.

## Географія
Понта-ду-Сол розташована на південному заході острова Мадейра в Атлантичному океані.
Понта-ду-Сол на півдні омивається Атлантичним океаном, на заході межує з муніципалітетом Кальєти, на північному заході — з муніципалітетом Порту-Моніж, на півночі — з муніципалітетом Сан-Вісенте та на сході — Рібейра-Брава. Відстань до столиці острова міста Фуншала становить 18 км.
За колишнім адміністративним поділом (до набуття Мадейрою статуту автономії у 1976 році) селище входило до складу Фуншальського адміністративного округу.

## Історія
За переказом назва селища походить ще з часів відкриття острова, коли Жуан Зарку перебуваючи поблизу острова досяг певної точки з якої було видно скалу, нібито кольору сонця. Українською мовою «понта-ду-сол» означає «там, де сонце сідає».
Завдяки родючим ґрунтам розвиток селища був дуже швидким. Вважається, що селище було засновано ще у 15 столітті, а першу церкву побудовано у 1486 році.
2 грудня 1501 року португальський король Мануел I надав Понті форал, яким визнав за поселенням статус містечка та муніципальні самоврядні права.
Основною діяльністю тих часів було вирощування цукрової тростини.

## Населення
| Кількість мешканців | Кількість мешканців | Кількість мешканців | Кількість мешканців | Кількість мешканців | Кількість мешканців | Кількість мешканців | Кількість мешканців | Кількість мешканців | Кількість мешканців | Кількість мешканців | Кількість мешканців | Кількість мешканців | Кількість мешканців | Кількість мешканців | Кількість мешканців |
| ------------------- | ------------------- | ------------------- | ------------------- | ------------------- | ------------------- | ------------------- | ------------------- | ------------------- | ------------------- | ------------------- | ------------------- | ------------------- | ------------------- | ------------------- | ------------------- |
| 1864                | 1878                | 1890                | 1900                | 1911                | 1920                | 1930                | 1940                | 1950                | 1960                | 1970                | 1981                | 1991                | 2001                | 2011                |                     |
| 8 287               | 9 360               | 9 137               | 10 452              | 13 212              | 12 114              | 13 296              | 14 984              | 15 735              | 13 829              | 10 945              | 9 149               | 8 756               | 8 125               | 8 862               |                     |

## Парафії
1. Каньяш (порт. Canhas)
2. Мадалена-ду-Мар (порт. Madalena do Mar)
3. Понта-ду-Сол (порт. Ponta do Sol)

## Економіка
В економіці муніципалітету домінує сільське господарство і туризм. Значна частина його території є гористою, де зосереджене тваринництво.
Основним видом транспорту є автобуси і таксі.

## Туризм
Серед туристів популярною є головна церква «матріж» (порт. Igreja Matriz da Ponta do Sol), яку було побудовано в кінці 15 століття. Дах абсиди цієї церкви виконано у іспано-арабському стилі із застосуванням зеленої кераміки. Вважається єдиним екземпляром у Португалії, а сама кераміка була подарована селищу королем Мануелом Першим.

## Галерея

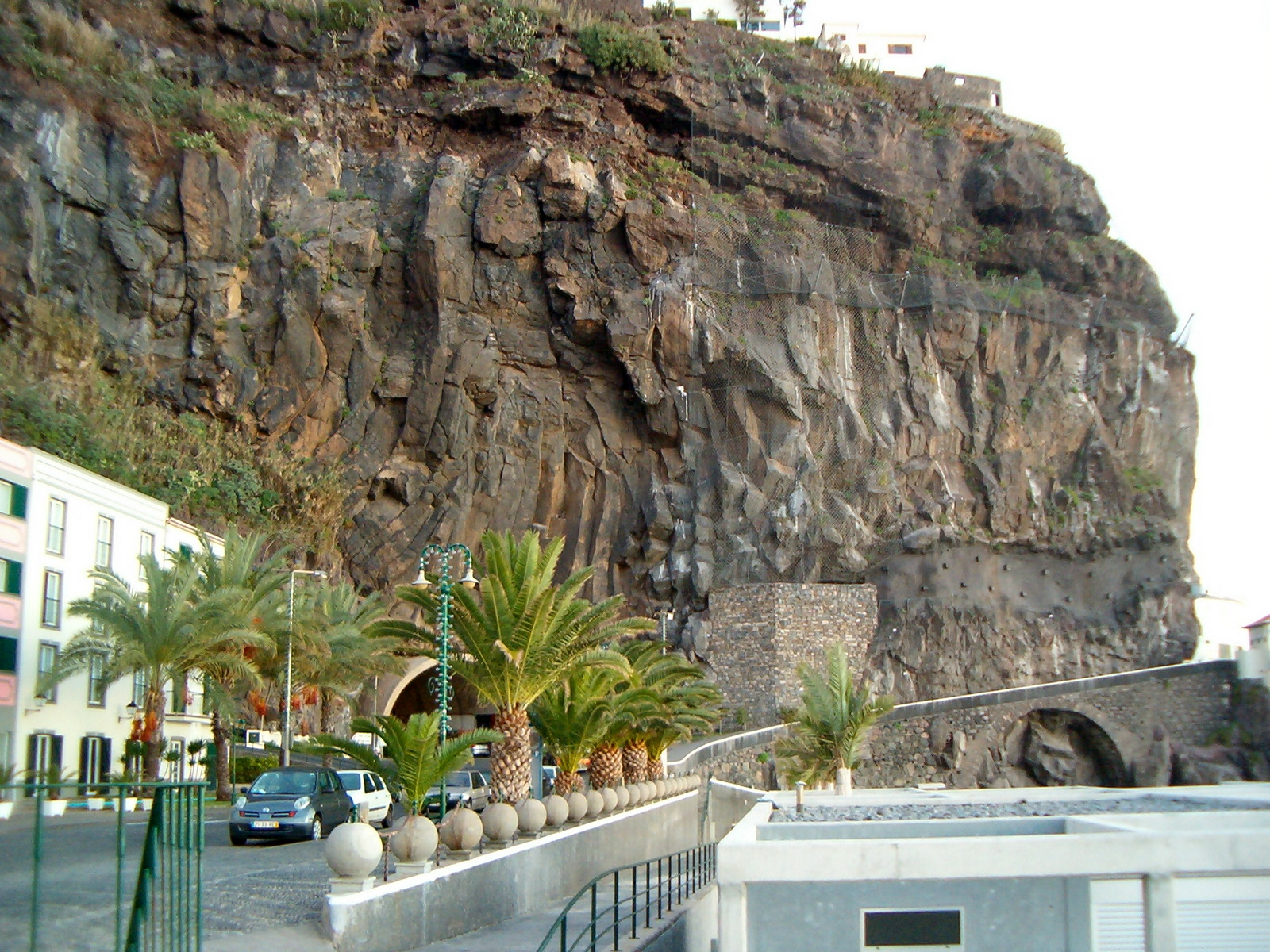
Скеля на сході селища
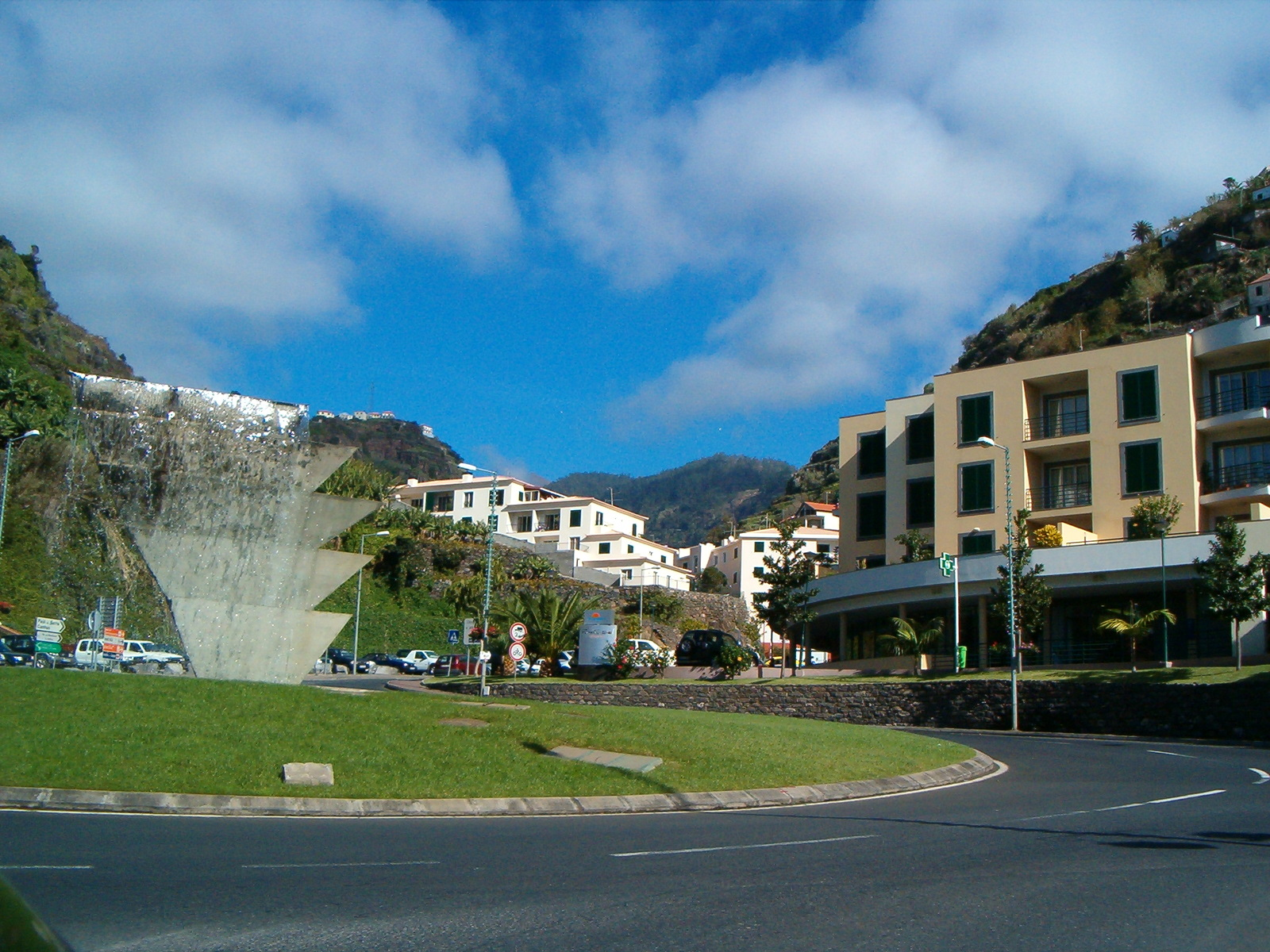
Кільцева
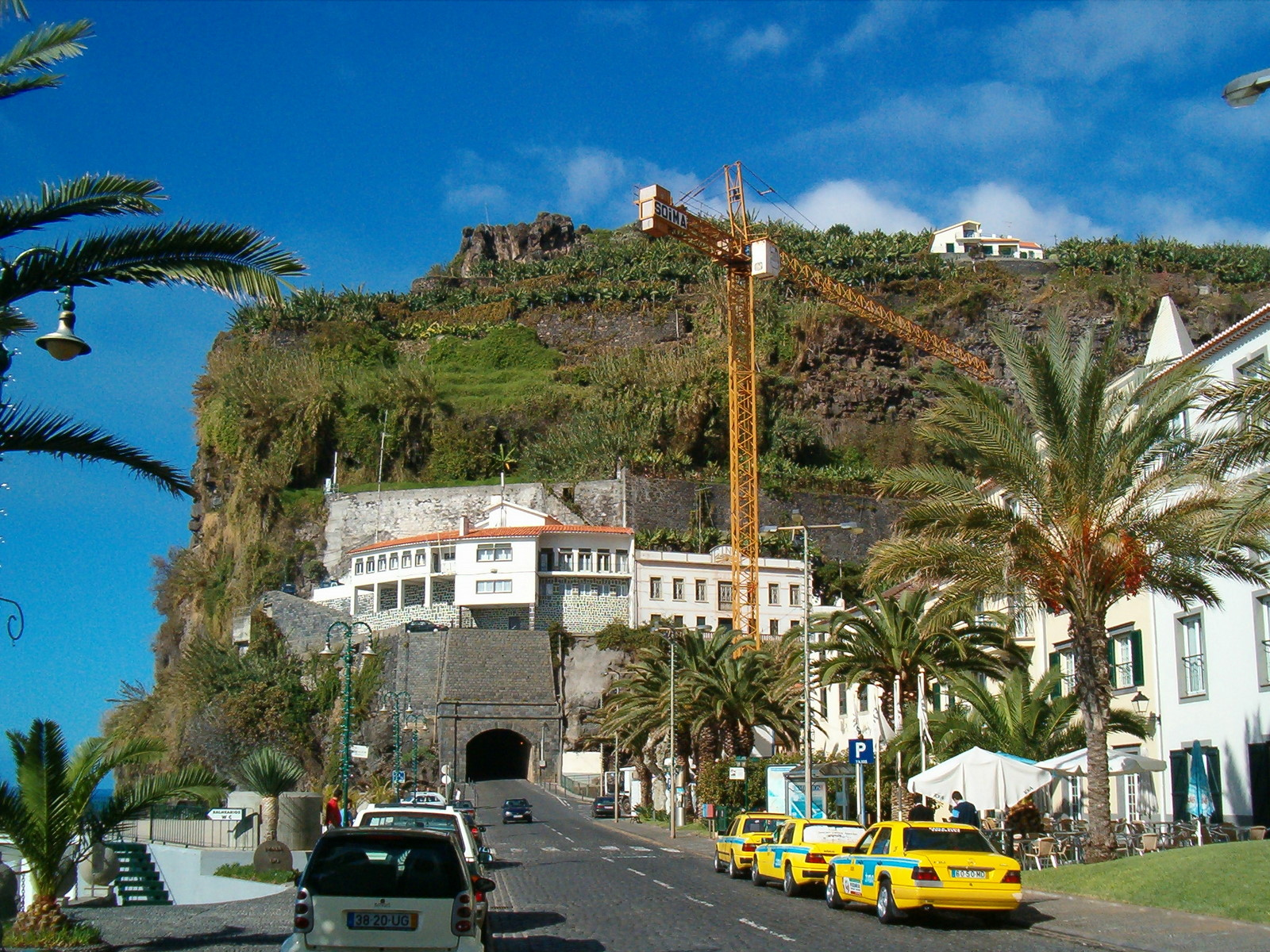
Вигляд набережної на фоні західного тунелю
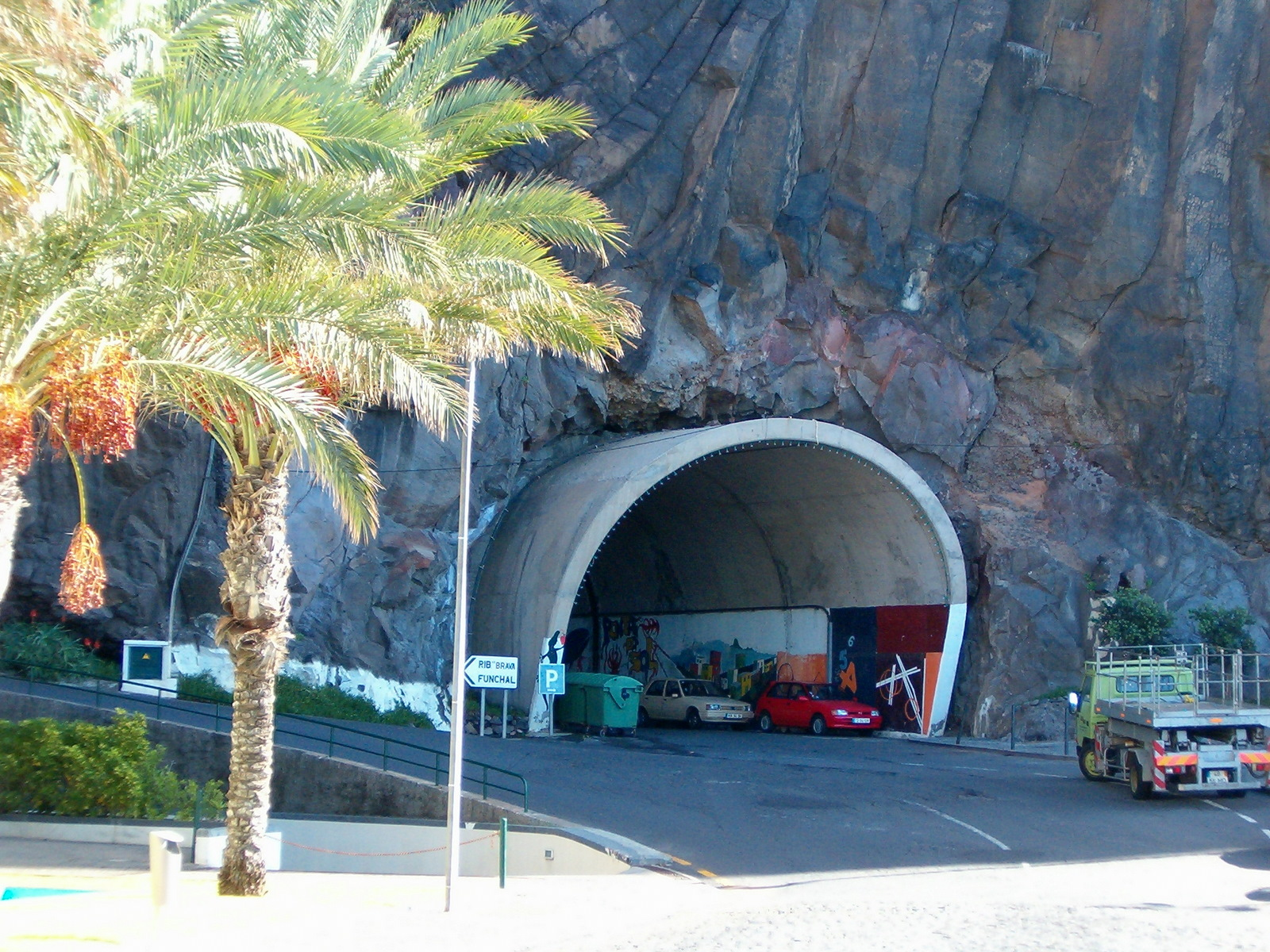
Східний тунель (не є автомобільною дорогою)